# Пре истине
Пре истине је југословенски играни филм из 1968. године. Режирао га је Војислав Кокан Ракоњац.
Филм садржи снимке демонстрација против америчког учешћа у Вијетнамском рату, као и један од најобимнијих приказа београдских фасада тога доба. Ово је претпосљедњи филм Војислава Кокана Ракоњца. Сцене из овога филма су кориштене у његовом посљедњем филму Зазидани (1969), који је наставак приче, односно судбине Страхиње Петровића кога у оба филма игра Љуба Тадић.

## Радња
Двадесетак година по завршетку Другог свјетског рата, Младен Стојановић је смијењен са дужности и прерано пензионисан. Из провинције долази у Београд да се обрати за помоћ саборцима из партизанских дана. Некадашњи пријатељи не желе да га приме, они су у случају да их Младен тражи, „на састанку“ или „службеном путу“. Среће своју бившу дјевојку са којом заказује састанак. Игром случаја, њих двоје се размимоилазе, а Младен свраћа у подрум хотела Маџестик гдје препознаје Страхињу Петровића. Двадесет година раније као партизан је добио наређење да стреља Страхињу који је на крају рата као четник заробљен. Страхиња је остао жив, Младенов метак га је само окрзнуо. Ситуација је сада обрнута, Младен је одбачен од својих дојучерашњих сабораца а Страхиња је успјешан београдски адвокат. Ноћ проводе заједно у друштву двије курве а оно људско у њима превазилази њихове идеолошке разлике. Младен који је одбачен од сабораца постаје Страхињин гост, између њих се рађа пријатељство а Страхиња је једина особа који му нуди помоћ.

## Улоге
| Глумац              | Улога               |
| ------------------- | ------------------- |
| Главне улоге        |                     |
| Бранко Плеша        | Младен Стојановић   |
| Љуба Тадић          | Страхиња Петровић   |
| Весна Крајина       | Катарина            |
| Остале улоге        |                     |
| Оливера Марковић    | Веса                |
| Драгомир Фелба      | Ђорђе               |
| Мира Николић        | курва 1             |
| Надежда Вукићевић   | курва 2             |
| Живка Матић         | Ђорђева секретарица |
| Растко Тадић        | милиционер          |
| Данило Стојковић    | вођа банде          |
| Предраг Милинковић  | играч фламенка Веља |
| Драгомир Станојевић |                     |
| Љубомир Ћипранић    | гост у кафани       |
| Миња Војводић       | хулиган             |